# 可部恒雄
可部 恒雄（かべ つねお、1927年（昭和2年）3月9日 - 2011年（平成23年）2月3日）は、日本の裁判官、弁護士、最高裁判所判事。

## 来歴
広島県・可部寅蔵の二男。父・寅蔵は広島市猿猴橋町で呉服商を営んでいた。
旧制広島高師附属中学、旧制広島高校、東京大学法学部卒。1952年（昭和27年）判事補任官。水戸地裁所長、最高裁首席調査官、東京地裁所長等を経て、1988年（昭和63年）福岡高等裁判所長官に就任。
1990年（平成2年）から最高裁判所判事を務める。就任あいさつでは「重い職責を担うことになった。気力、体力、勇気をふりしぼり、困難にめげず、最後までがんばりたい」と述べた。
1997年4月2日の愛媛県靖国神社玉串料訴訟大法廷判決では三好達と共に国側主張を支持し反対意見を出した。 
1997年（平成9年）に定年退官。退官後は弁護士登録し、NEC監査役を務めた。1999年（平成11年）に勲一等瑞宝章を受章した。2000年、歌会始の召人を務めた。
2011年（平成23年）2月3日、死去。83歳没。

## 人物
広島で被爆し妹を亡くしている。東京地裁裁判長時代に東京スモン訴訟を担当し、いわゆる「可部所見」を出し、その後の薬害裁判に影響を与えた。

## 略歴
- 1949年（昭和24年）12月27日 司法試験第二次試験合格
- 1950年（昭和25年）3月 東京大学法学部卒業
- 1950年（昭和25年）4月1日 司法修習生
- 1952年（昭和27年）3月31日 司法修習修了
- 1952年（昭和27年）4月8日 福岡地方裁判所判事補兼福岡家庭裁判所判事補
- 1954年（昭和29年）6月16日 東京家庭裁判所判事補
- 1956年（昭和31年）11月8日 横浜地方裁判所小田原支部判事補兼横浜家庭裁判所小田原支部判事補
- 1960年（昭和35年）4月16日 最高裁判所事務総局行政局付
- 1961年（昭和36年）5月17日 兼最高裁判所事務総局総務局付
- 1962年（昭和37年）7月1日 兼最高裁判所裁判所調査官
- 1963年（昭和38年）4月1日 岡山地方裁判所判事兼岡山家庭裁判所判事
- 1965年（昭和40年）4月28日 広島高等裁判所岡山支部判事
- 1967年（昭和42年）4月1日 最高裁判所調査官
- 1973年（昭和48年）4月2日 東京地方裁判所判事
- 1973年（昭和48年）4月9日 東京地方裁判所判事部総括
- 1982年（昭和57年）7月15日 水戸地方裁判所長
- 1984年（昭和59年）2月20日 最高裁判所首席調査官
- 1987年（昭和62年）5月28日 東京地方裁判所長
- 1988年（昭和63年）12月19日 福岡高等裁判所長官
- 1990年（平成2年）5月10日 最高裁判所判事[5]
- 1997年（平成9年）3月8日 退官[5]
- 1998年（平成10年）2月20日 弁護士登録（第一東京弁護士会）
- 1999年（平成11年） 叙勲一等授瑞宝章
- 2001年（平成13年）6月 日本電気株式会社監査役
- 2011年（平成23年）2月 死去

## 家族・親族
父・可部寅蔵は広島市猿猴橋町の可部寅呉服店主。『商工資産信用録 第22回』によると、可部寅蔵（調査年月・1921年5月）は「正身身代・U、信用程度・C、職業・呉服太物卸小売」である。親族の元国税庁長官の可部哲生の妻は内閣総理大臣の岸田文雄の妹。

## 著書
- 『旅情 画歌文集』(やまなみ叢書 紅書房, 2002.6